# Kendall West
Kendall West est une census-designated place (CDP) située dans le comté de Miami-Dade, en Floride.